# Казаково (Новосибирская область)
Казаково — деревня в Коченёвском районе Новосибирской области России. Входит в состав Шагаловского сельсовета.

## География
Площадь деревни — 237 гектаров.

## История
Основана в 1720 году. В 1928 году состояла из 325 хозяйств, основное население — русские. В административном отношении являлось центром Казаковского сельсовета Бугринского района Новосибирского округа Сибирского края.

## Население
| 1926 | 2002 | 2007 | 2010 |
| ---- | ---- | ---- | ---- |
| 1698 | ↘226 | ↗229 | ↗231 |

## Инфраструктура
В деревне по данным на 2007 год функционируют 1 учреждение здравоохранения и 1 учреждение образования.